# Copa do Mundo de Futebol Feminino de 2011
A Copa do Mundo de Futebol Feminino de 2011 aconteceu na Alemanha entre 26 de junho e 17 de julho de 2011. O país foi confirmado em eleição realizada em Zurique, em 30 de outubro de 2007.
Seis países demonstraram interesse de receber o torneio, no entanto, apenas dois mantiveram-se na disputa: Alemanha (sede) e o Canadá. A Federação Internacional de Futebol (FIFA) estudou a possibilidade de aumentar o número de participantes, de 16 para 24, como fez com os torneios de juniores, para reflectir o crescimento da popularidade do esporte no mundo todo, mas acabou por manter os 16 (na edição seguinte já seriam 24).
As bicampeãs mundiais alemãs qualificaram-se automaticamente como nação anfitriã. As restantes equipas nacionais obtiveram qualificação, através das suas confederações continentais, entre 2009 e 2010.
Na final, a seleção japonesa conquistou pela 1ª vez o título ao derrotar as estadunidenses nos pênaltis, após empate em 2–2 no tempo normal e na prorrogação.

## Candidaturas

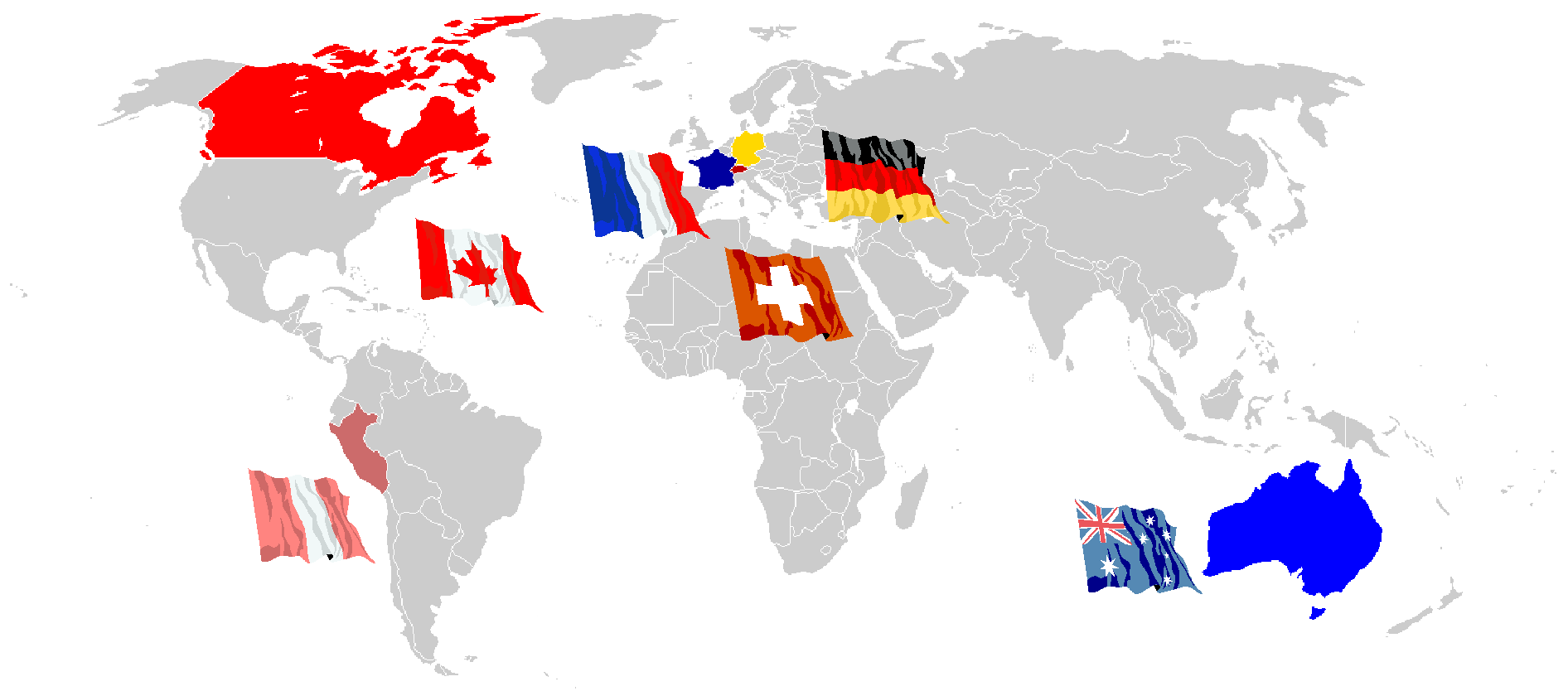
Países que apresentaram candidatura à organização do torneio.

Seis nações, Austrália, Canadá, França, Alemanha, Peru, e Suíça, declararam inicialmente o seu interesse em acolher o torneio. A Federação Alemã de Futebol anunciou a sua intenção de sediar o torneio a 26 de janeiro de 2006, na sequência da promessa da chanceler alemã Angela Merkel de apoiar plenamente a candidatura.
Todas as seis nações anunciaram oficialmente o seu interesse até ao prazo de 1 de março de 2007 e reconheceram sua intenção de licitação até 3 de maio do mesmo ano junto à FIFA. O limite de entrega de candidaturas era até 1 de agosto de 2007.
A Suíça desistiu a 29 de maio de 2007, citando que a Europa já estaria fortemente representada pela Alemanha e França, e uma terceira terceira candidatura europeia parecia inútil.
Em 27 de agosto de 2007, retirou-se também a França, apoiando a candidatura da Alemanha, em troca de receber o seu apoio na candidatura de organização do Campeonato Europeu de Futebol de 2016. Mais tarde, a Austrália (em 12 de outubro de 2007) e o Peru (em 17 de outubro de 2007) voluntariamente retiraram as suas candidaturas deixando apenas a Alemanha e Canadá como os restantes candidatos.

### Canadá
O Canadá tinha uma estrutura para a realização da copa, e também uma selecção nacional competitiva. Porém, a realização de outra copa no continente norte-americano foi desfavorável. Seria a terceira, entre as quatro últimas. O presidente da FIFA, Joseph Blatter, no entanto, chegou a dizer que seria absolutamente possível para 2011 no ponto de vista da FIFA.

### Alemanha
A candidatura alemã contou com o apoio de Angela Merkel. O lema oficial da candidatura foi "Veremos você novamente". As doze cidades pré-selecionadas foram: Augsburgo, Berlim, Bielefeld, Bochum, Dresden, Essen, Frankfurt am Main, Leverkusen, Magdeburg, Mönchengladbach, Sinsheim e Wolfsburg.

## Estádios
Depois da Federação Alemã de Futebol manifestar a sua intenção de organizar a Copa do Mundo de Futebol Feminino, 23 cidades alemãs candidataram-se para sediar jogos.
Berlim, Frankfurt e Wolfsburg depois de terem sido confirmadas como "cidades-sede" pelo secretário-geral da Federação Alemã de Futebol, Wolfgang Niersbach, os restantes lugares foram escolhidos entre doze cidades. A 30 de setembro de 2008 foi tomada a decisão final de nove estádios, sendo excluídos os estádios de Essen, Magdeburg e Bielefeld
|                                                                                                  |                                                                                           |                                                                                    |
|                                                                                                  |                                                                                           |                                                                                    |
| SGL Arena Cidade: Augsburgo Capacidade: 24 605 Clube caseiro: FC Augsburg                        | Estádio Olímpico Cidade: Berlim Capacidade: 73 680 Clube caseiro: Hertha BSC              | Ruhrstadion Cidade: Bochum Capacidade: 20 452 Clube caseiro: VfL Bochum            |
|                                                                                                  |                                                                                           |                                                                                    |
| Glücksgas-Stadion Cidade: Dresden Capacidade: 25 598 Clube caseiro: Dynamo Dresden               | Commerzbank-Arena Cidade: Frankfurt Capacidade: 49 240 Clube caseiro: Eintracht Frankfurt | BayArena Cidade: Leverkusen Capacidade: 29 870 Clube caseiro: Bayer Leverkusen     |
|                                                                                                  |                                                                                           |                                                                                    |
| Borussia-Park Cidade: Mönchengladbach Capacidade: 45 867 Clube caseiro: Borussia Mönchengladbach | Rhein-Neckar-Arena Cidade: Sinsheim Capacidade: 25 475 Clube caseiro: TSG 1899 Hoffenheim | Volkswagen Arena Cidade: Wolfsburg Capacidade: 26 067 Clube caseiro: VfL Wolfsburg |

O jogo de abertura foi realizado no Estádio Olímpico de Berlim, a sede da final da Copa do Mundo masculina de 2006, e o Commerzbank-Arena, em Frankfurt a final do torneio.
De acordo com Niersbach, o torneio deveria começar no estádio onde os homens da Copa do Mundo de 2006 terminaram.

## Eliminatórias e participantes
As eliminatórias para a Copa do Mundo de 2011 inciaram suas disputas durante 2009 e finalizam em 2010.
A FIFA havia considerado a possibilidade de aumentar o número de equipes de 16 para 24, de modo a reflectir a crescente popularidade  mundial de futebol feminino e da Copa do Mundo de Futebol Feminino. No entanto, a 14 de março de 2008, o Comité Executivo da FIFA decidiu manter o número de participantes em 16, pois mais equipas poderiam diluir a qualidade do jogo. A ideia de ter 20 equipes participando, que havia sido discutida, foi impossível de concretizar em termos de planejamento e de suporte logístico.
A nação anfitriã, Alemanha, teve qualificação automática, enquanto as restantes equipas nacionais qualificaram-se através das suas confederações continentais: Copa da Ásia, Campeonato Africano, Campeonato da Oceania, Campeonato Sul-Americano e Copa Ouro da CONCACAF. Os grupos relativos à UEFA foram os primeiros a ficar definidos através de uma eliminatória específica.
| Confederação | Selecção         | Presenças | Primeira presença | Última presença | Melhor resultado anterior      |
| ------------ | ---------------- | --------- | ----------------- | --------------- | ------------------------------ |
| UEFA         | Alemanha         | 6         | 1991              | 2007            | Campeãs (2003 e 2007)          |
| UEFA         | França           | 2         | 2003              | 2003            | Fase de grupos (2003)          |
| UEFA         | Noruega          | 6         | 1991              | 2007            | Campeãs (1995)                 |
| UEFA         | Inglaterra       | 3         | 1995              | 2007            | Quartas-de-final (1995 e 2007) |
| UEFA         | Suécia           | 6         | 1991              | 2007            | Vice-campeãs (2003)            |
| AFC          | Austrália        | 5         | 1995              | 2007            | Quartas-de-final (2007)        |
| AFC          | Coreia do Norte  | 4         | 1999              | 2007            | Quartas-de-final (2007)        |
| AFC          | Japão            | 6         | 1991              | 2007            | Quartas-de-final (1995)        |
| OFC          | Nova Zelândia    | 3         | 1991              | 2007            | Fase de grupos (1991 e 2007)   |
| CONCACAF     | Canadá           | 5         | 1995              | 2007            | 4º lugar (2003)                |
| CONCACAF     | México           | 2         | 1999              | 1999            | Fase de grupos (1999)          |
| CONCACAF     | Estados Unidos†  | 6         | 1991              | 2007            | Campeãs (1991 e 1999)          |
| CAF          | Nigéria          | 6         | 1991              | 2007            | Quartas-de-final (1999)        |
| CAF          | Guiné Equatorial | 1         | –                 | –               | Estreante                      |
| CONMEBOL     | Brasil           | 6         | 1991              | 2007            | Vice-campeãs (2007)            |
| CONMEBOL     | Colômbia         | 1         | –                 | –               | Estreante                      |

† - qualificou-se na repescagem contra uma equipe da UEFA (Itália).

## Sorteio
O sorteio que definiu a composição dos grupos realizou-se em 29 de novembro de 2010 em Frankfurt, após a definição de todas as equipes classificadas através das eliminatórias continentais. Em 28 de novembro o Comitê Organizador anunciou como se procederia o sorteio:
| Pote 1                                                   | Pote 2                                  | Pote 3                                          | Pote 4                           |
| -------------------------------------------------------- | --------------------------------------- | ----------------------------------------------- | -------------------------------- |
| Alemanha (A1) Japão (B1) Estados Unidos (C1) Brasil (D1) | Austrália Coreia do Norte Canadá México | Nigéria Guiné Equatorial Nova Zelândia Colômbia | Inglaterra França Suécia Noruega |

Alemanha, Brasil, Estados Unidos e Japão foram previamente selecionados como os cabeças-de-chave, integrando os grupos A, B, C e D, respectivamente. Algumas condições foram estabelecidas para evitar que equipes da mesma confederação caíssem no mesmo grupo. A única exceção foi o grupo A, que contaria obrigatoriamente com duas seleçoes europeias (incluindo a anfitriã Alemanha). Desta forma, Austrália e Coreia do Norte não poderiam cair com o Japão no grupo B, assim como Canadá e México estavam impossibilitados de cruzar com os Estados Unidos no grupo C. Para evitar que as duas equipes sul-americanas (Brasil e Colômbia) caíssem no grupo D, a primeira equipe sorteada no pote 3, desde que não fosse a Colômbia, seria automaticamente destinada para esse grupo.
Após o sorteio, a composição dos grupos ficou a seguinte:
| Grupo A                        | Grupo B                               | Grupo C                                        | Grupo D                                   |
| ------------------------------ | ------------------------------------- | ---------------------------------------------- | ----------------------------------------- |
| Alemanha Canadá Nigéria França | Japão Nova Zelândia México Inglaterra | Estados Unidos Coreia do Norte Colômbia Suécia | Brasil Austrália Noruega Guiné Equatorial |

## Arbitragem
Em 18 de abril de 2011 a FIFA anunciou as árbitras e assistentes para o Mundial, escolhidas através do seu Conselho de Arbitragem.
Esta é a lista de árbitras e assistentes que atuaram na Copa do Mundo Feminina:
| Árbitros               | Assistentes |
| AFC                    | AFC |
| ---------------------- | --- |
| KOR Cha Sung-Mi        | AUS Allyson Flynn AUS Sarah Ho KOR Kim Kyoung-Min MAS Widiya Habibah Shamsuri JPN Saori Takahashi CHN Zhang Lingling |
| JPN Etsuko Fukano      | AUS Allyson Flynn AUS Sarah Ho KOR Kim Kyoung-Min MAS Widiya Habibah Shamsuri JPN Saori Takahashi CHN Zhang Lingling |
| AUS Jacqui Melksham    | AUS Allyson Flynn AUS Sarah Ho KOR Kim Kyoung-Min MAS Widiya Habibah Shamsuri JPN Saori Takahashi CHN Zhang Lingling |
| CAF                    | |
| CMR Therese Neguel     | BEN Tempa Ndah François MAD Lidwine Pelagie Rakotozafinoro                                                           |
| CONCACAF               | |
| MEX Quetzalli Alvarado | SLV Emperatriz Ayala MEX Mayte Chávez USA Marlene Duffy TRI Cindy Mohammed MEX Rita Muñoz USA Veronica Perez         |
| CAN Carol Anne Chenard | SLV Emperatriz Ayala MEX Mayte Chávez USA Marlene Duffy TRI Cindy Mohammed MEX Rita Muñoz USA Veronica Perez         |
| USA Kari Seitz         | SLV Emperatriz Ayala MEX Mayte Chávez USA Marlene Duffy TRI Cindy Mohammed MEX Rita Muñoz USA Veronica Perez         |

| Árbitros               | Assistentes |
| CONMEBOL               | CONMEBOL |
| ---------------------- | --- |
| ARG Estela Álvarez     | URU Mariana Corbo VEN Yoly García PER Marlene Leyton ARG María Eugenia Rocco |
| PER Silvia Reyes       | URU Mariana Corbo VEN Yoly García PER Marlene Leyton ARG María Eugenia Rocco |
| OFC                    | |
| FIJ Finau Vulivuli     | NZL Jacqueline Stephenson TGA Lata I Sia Tuifutuna |
| UEFA                   | |
| CZE Dagmar Damková     | ITA Cristina Cini FIN Anu Jokela SWE Helen Karo SWE Anna Nystrom FIN Tonja Paavola ESP Yolanda Parga Rodríguez GER Kathrin Rafalski CRO Lada Rojc NOR Hege Steinlund ESP María Luisa Villa Gutiérrez ENG Natalie Walker GER Marina Wozniak |
| HUN Gyöngyi Gaál       | ITA Cristina Cini FIN Anu Jokela SWE Helen Karo SWE Anna Nystrom FIN Tonja Paavola ESP Yolanda Parga Rodríguez GER Kathrin Rafalski CRO Lada Rojc NOR Hege Steinlund ESP María Luisa Villa Gutiérrez ENG Natalie Walker GER Marina Wozniak |
| FIN Kirsi Heikkinen    | ITA Cristina Cini FIN Anu Jokela SWE Helen Karo SWE Anna Nystrom FIN Tonja Paavola ESP Yolanda Parga Rodríguez GER Kathrin Rafalski CRO Lada Rojc NOR Hege Steinlund ESP María Luisa Villa Gutiérrez ENG Natalie Walker GER Marina Wozniak |
| SWE Jenny Palmqvist    | ITA Cristina Cini FIN Anu Jokela SWE Helen Karo SWE Anna Nystrom FIN Tonja Paavola ESP Yolanda Parga Rodríguez GER Kathrin Rafalski CRO Lada Rojc NOR Hege Steinlund ESP María Luisa Villa Gutiérrez ENG Natalie Walker GER Marina Wozniak |
| NOR Christina Pedersen | ITA Cristina Cini FIN Anu Jokela SWE Helen Karo SWE Anna Nystrom FIN Tonja Paavola ESP Yolanda Parga Rodríguez GER Kathrin Rafalski CRO Lada Rojc NOR Hege Steinlund ESP María Luisa Villa Gutiérrez ENG Natalie Walker GER Marina Wozniak |
| GER Bibiana Steinhaus  | ITA Cristina Cini FIN Anu Jokela SWE Helen Karo SWE Anna Nystrom FIN Tonja Paavola ESP Yolanda Parga Rodríguez GER Kathrin Rafalski CRO Lada Rojc NOR Hege Steinlund ESP María Luisa Villa Gutiérrez ENG Natalie Walker GER Marina Wozniak |

## Fase de grupos
Em julho de 2009 foi anunciado o calendário da prova.
|  | Equipes classificadas às quartas-de-final |
|  | Equipes eliminadas                        |

Todas as partidas seguem o fuso horário local (UTC+2).

### Grupo A
| Seleção  | P | J | V | E | D | GP | GC | SG |
| -------- | - | - | - | - | - | -- | -- | -- |
| Alemanha | 9 | 3 | 3 | 0 | 0 | 7  | 3  | +4 |
| França   | 6 | 3 | 2 | 0 | 1 | 7  | 4  | +3 |
| Nigéria  | 3 | 3 | 1 | 0 | 2 | 1  | 2  | -1 |
| Canadá   | 0 | 3 | 0 | 0 | 3 | 1  | 8  | -7 |

| 26 de junho | Nigéria | 0 – 1     | França    | Rhein-Neckar-Arena, Sinsheim            |
| 15:00       |         | Relatório | Delie 56' | Público: 25 475 Árbitro: USA Kari Seitz |

| 26 de junho | Alemanha                              | 2 – 1     | Canadá       | Estádio Olímpico, Berlim                     |
| 18:00       | Garefrekes 10' · Okoyino da Mbabi 42' | Relatório | Sinclair 82' | Público: 73 680 Árbitro: AUS Jacqui Melksham |

| 30 de junho | Canadá | 0 – 4     | França                                   | Ruhrstadion, Bochum                        |
| 18:00       |        | Relatório | Thiney 24', 60' · Abily 66' · Thomis 83' | Público: 16 591 Árbitro: JPN Etsuko Fukano |

| 30 de junho | Alemanha    | 1 – 0     | Nigéria | Commerzbank-Arena, Frankfurt am Main     |
| 20:45       | Laudehr 54' | Relatório |         | Público: 48 817 Árbitro: KOR Cha Sung-Mi |

| 5 de julho | França                  | 2 – 4     | Alemanha                                                      | Borussia-Park, Mönchengladbach               |
| 20:45      | Delie 56' · Georges 72' | Relatório | Garefrekes 25' · Grings 32', 68' (pen) · Okoyino da Mbabi 89' | Público: 45 867 Árbitro: FIN Kirsi Heikkinen |

| 5 de julho | Canadá | 0 – 1     | Nigéria     | Glücksgas-Stadion, Dresden                  |
| 20:45      |        | Relatório | Nkwocha 84' | Público: 13 638 Árbitro: FIJ Finau Vulivuli |

### Grupo B
| Seleção       | P | J | V | E | D | GP | GC | SG |
| ------------- | - | - | - | - | - | -- | -- | -- |
| Inglaterra    | 7 | 3 | 2 | 1 | 0 | 5  | 2  | +3 |
| Japão         | 6 | 3 | 2 | 0 | 1 | 6  | 3  | +3 |
| México        | 2 | 3 | 0 | 2 | 1 | 3  | 7  | -4 |
| Nova Zelândia | 1 | 3 | 0 | 1 | 2 | 4  | 6  | -2 |

| 27 de junho | Japão                    | 2 – 1     | Nova Zelândia | Ruhrstadion, Bochum                          |
| 15:00       | Nagasato 6' · Miyama 68' | Relatório | Hearn 12'     | Público: 12 538 Árbitro: FIN Kirsi Heikkinen |

| 27 de junho | México     | 1 – 1     | Inglaterra   | Volkswagen Arena, Wolfsburg               |
| 18:00       | Ocampo 33' | Relatório | Williams 21' | Público: 18 702 Árbitro: PER Silvia Reyes |

| 1 de julho | Japão                         | 4 – 0     | México | BayArena, Leverkusen                            |
| 15:00      | Sawa 13', 39', 80' · Ohno 15' | Relatório |        | Público: 22 291 Árbitro: NOR Christina Pedersen |

| 1 de julho | Nova Zelândia | 1 – 2     | Inglaterra                | Glücksgas-Stadion, Dresden                  |
| 18:15      | Gregorius 18' | Relatório | J. Scott 63' · Clarke 81' | Público: 19 110 Árbitro: CMR Therese Neguel |

| 5 de julho | Inglaterra                | 2 – 0     | Japão | SGL Arena, Augsburgo                            |
| 18:15      | E. White 15' · Yankey 66' | Relatório |       | Público: 20 777 Árbitro: CAN Carol Anne Chenard |

| 5 de julho | Nova Zelândia               | 2 – 2     | México                   | Rhein-Neckar-Arena, Sinsheim                 |
| 18:15      | Smith 90' · Wilkinson 90+4' | Relatório | Mayor 2' · Domínguez 29' | Público: 20 451 Árbitro: SWE Jenny Palmqvist |

### Grupo C
| Seleção         | P | J | V | E | D | GP | GC | SG |
| --------------- | - | - | - | - | - | -- | -- | -- |
| Suécia          | 9 | 3 | 3 | 0 | 0 | 4  | 1  | +3 |
| Estados Unidos  | 6 | 3 | 2 | 0 | 1 | 6  | 2  | +4 |
| Coreia do Norte | 1 | 3 | 0 | 1 | 2 | 0  | 3  | -3 |
| Colômbia        | 1 | 3 | 0 | 1 | 2 | 0  | 4  | -4 |

| 28 de junho | Colômbia | 0 – 1     | Suécia        | BayArena, Leverkusen                            |
| 15:00       |          | Relatório | Landström 57' | Público: 21 106 Árbitro: CAN Carol Anne Chenard |

| 28 de junho | Estados Unidos           | 2 – 0     | Coreia do Norte | Glücksgas-Stadion, Dresden                     |
| 18:15       | Cheney 54' · Buehler 76' | Relatório |                 | Público: 21 859 Árbitro: GER Bibiana Steinhaus |

| 2 de julho | Coreia do Norte | 0 – 1     | Suécia        | SGL Arena, Augsburgo                        |
| 14:00      |                 | Relatório | Dahlkvist 64' | Público: 23 768 Árbitro: ARG Estela Álvarez |

| 2 de julho | Estados Unidos                         | 3 – 0     | Colômbia | Rhein-Neckar-Arena, Sinsheim                |
| 18:00      | O'Reilly 12' · Rapinoe 50' · Lloyd 57' | Relatório |          | Público: 25 475 Árbitro: CZE Dagmar Damková |

| 6 de julho | Suécia                            | 2 – 1     | Estados Unidos | Volkswagen Arena, Wolfsburg                |
| 20:45      | Dahlkvist 16' (pen) · Fischer 35' | Relatório | Wambach 67'    | Público: 23 468 Árbitro: JPN Etsuko Fukano |

| 6 de julho | Coreia do Norte | 0 – 0     | Colômbia | Ruhrstadion, Bochum                            |
| 20:45      |                 | Relatório |          | Público: 7 805 Árbitro: NOR Christina Pedersen |

### Grupo D
| Seleção          | P | J | V | E | D | GP | GC | SG |
| ---------------- | - | - | - | - | - | -- | -- | -- |
| Brasil           | 9 | 3 | 3 | 0 | 0 | 7  | 0  | +7 |
| Austrália        | 6 | 3 | 2 | 0 | 1 | 5  | 4  | +1 |
| Noruega          | 3 | 3 | 1 | 0 | 2 | 2  | 5  | -3 |
| Guiné Equatorial | 0 | 3 | 0 | 0 | 3 | 2  | 7  | -5 |

| 29 de junho | Noruega   | 1 – 0     | Guiné Equatorial | SGL Arena, Augsburgo                            |
| 15:00       | Haavi 84' | Relatório |                  | Público: 12 928 Árbitro: MEX Quetzalli Alvarado |

| 29 de junho | Brasil     | 1 – 0     | Austrália | Borussia-Park, Mönchengladbach               |
| 18:15       | Rosana 54' | Relatório |           | Público: 27 258 Árbitro: SWE Jenny Palmqvist |

| 3 de julho | Austrália                                 | 3 – 2     | Guiné Equatorial | Ruhrstadion, Bochum                       |
| 14:00      | Khamis 8' · van Egmond 48' · De Vanna 51' | Relatório | Añonma 21', 83'  | Público: 15 640 Árbitro: HUN Gyöngyi Gaál |

| 3 de julho | Brasil                      | 3 – 0     | Noruega | Volkswagen Arena, Wolfsburg             |
| 18:15      | Marta 22', 48' · Rosana 46' | Relatório |         | Público: 26 067 Árbitro: USA Kari Seltz |

| 6 de julho | Guiné Equatorial | 0 – 3     | Brasil                                 | Commerzbank-Arena, Frankfurt am Main           |
| 18:00      |                  | Relatório | Érika 49' · Cristiane 54', 90+3' (pen) | Público: 35 859 Árbitro: GER Bibiana Steinhaus |

| 6 de julho | Austrália      | 2 – 1     | Noruega      | BayArena, Leverkusen                        |
| 18:00      | Simon 57', 87' | Relatório | Thorsnes 56' | Público: 18 474 Árbitro: ARG Estela Álvarez |

## Fase final

### Esquema
|  | Quartas de final         | Quartas de final              |                                 |        | Semifinais     | Semifinais     |  |  | Final                  | Final |
|  |                          |                               |                                 |        |                |                |  |  |                        |       |
|  | 9 de julho – Wolfsburg   |                               |                                 |        |                |                |  |  |                        |       |
|  |                          |                               |                                 |        |                |                |  |  |                        |       |
|  | Alemanha                 | 0                             |                                 |        |                |                |  |  |                        |       |
|  | Alemanha                 | 0                             | 13 de julho – Frankfurt am Main |        |                |                |  |  |                        |       |
|  | Japão (pro)              | 1                             |                                 |        |                |                |  |  |                        |       |
|  | Japão (pro)              | 1                             | Japão                           | 3      |                |                |  |  |                        |       |
|  | 10 de julho – Leverkusen |                               | Japão                           | 3      |                |                |  |  |                        |       |
|  |                          | Suécia                        | 1                               |        |                |                |  |  |                        |       |
|  | Suécia                   | Suécia                        | 1                               | 3      |                |                |  |  |                        |       |
|  | Suécia                   |                               | 17 de julho – Frankfurt am Main | 3      |                |                |  |  |                        |       |
|  | Austrália                | 1                             |                                 |        |                |                |  |  |                        |       |
|  | Austrália                | 1                             | Japão (pen)                     | 2 (3)  |                |                |  |  |                        |       |
|  | 9 de julho – Augsburgo   |                               | Japão (pen)                     | 2 (3)  |                |                |  |  |                        |       |
|  |                          | Estados Unidos                | 2 (1)                           |        |                |                |  |  |                        |       |
|  | Inglaterra               | Estados Unidos                | 2 (1)                           | 1 (3)  |                |                |  |  |                        |       |
|  | Inglaterra               | 13 de julho – Mönchengladbach |                                 | 1 (3)  |                |                |  |  |                        |       |
|  | França (pen)             | 1 (4)                         |                                 |        |                |                |  |  |                        |       |
|  | França (pen)             | 1 (4)                         | França                          | 1      | Terceiro lugar | Terceiro lugar |  |  |                        |       |
|  | 10 de julho – Dresden    |                               | França                          | 1      | Terceiro lugar | Terceiro lugar |  |  |                        |       |
|  |                          | Estados Unidos                | 3                               |        |                |                |  |  |                        |       |
|  | Brasil                   | Estados Unidos                | 3                               | 2 (3)  | Suécia         | 2              |  |  |                        |       |
|  | Brasil                   |                               |                                 | 2 (3)  | Suécia         | 2              |  |  |                        |       |
|  | Estados Unidos (pen)     | 2 (5)                         |                                 | França | 1              |                |  |  |                        |       |
|  | Estados Unidos (pen)     | 2 (5)                         |                                 |        | 1              |                |  |  |                        |       |
|  |                          |                               |                                 |        |                |                |  |  | 16 de julho – Sinsheim |       |
|  |                          |                               |                                 |        |                |                |  |  |                        |       |

### Quartas de final
| 9 de julho | Inglaterra   | 1 – 1 (pro) | França        | BayArena, Leverkusen                         |
| 18:00      | J. Scott 59' | Relatório   | Bussaglia 88' | Público: 26 395 Árbitro: SWE Jenny Palmqvist |

|                                       |       | Penalidades                                |  |
| Smith Carney Stoney Rafferty F. White | 3 – 4 | Abily Bussaglia Thiney Bompastor Le Sommer |  |

| 9 de julho | Alemanha | 0 – 1 (pro) | Japão         | Volkswagen Arena, Wolfsburg                     |
| 20:45      |          | Relatório   | Maruyama 108' | Público: 26 067 Árbitro: MEX Quetzalli Alvarado |

| 10 de julho | Suécia                                    | 3 – 1     | Austrália | SGL Arena, Augsburgo                      |
| 13:00       | Sjögran 11' · Dahlkvist 16' · Schelin 52' | Relatório | Perry 40' | Público: 24 605 Árbitro: PER Silvia Reyes |

| 10 de julho | Brasil               | 2 – 2 (pro) | Estados Unidos                    | Glücksgas-Stadion, Dresden                   |
| 17:30       | Marta 68' (pen), 92' | Relatório   | Daiane 2' (g.c.) · Wambach 120+2' | Público: 25 598 Árbitro: AUS Jacqui Melksham |

|                                   |       | Penalidades                        |  |
| Cristiane Marta Daiane Francielle | 3 – 5 | Boxx Lloyd Wambach Rapinoe Krieger |  |

### Semifinais
| 13 de julho | França        | 1 – 3     | Estados Unidos                       | Borussia-Park, Mönchengladbach               |
| 18:00       | Bompastor 55' | Relatório | Cheney 9' · Wambach 79' · Morgan 82' | Público: 25 676 Árbitro: FIN Kirsi Heikkinen |

| 13 de julho | Japão                        | 3 – 1     | Suécia     | Commerzbank-Arena, Frankfurt am Main            |
| 20:45       | Kawasumi 19', 64' · Sawa 60' | Relatório | Öqvist 10' | Público: 45 434 Árbitro: CAN Carol Anne Chenard |

### Disputa pelo terceiro lugar
| 16 de julho | Suécia                        | 2 – 1     | França     | Rhein-Neckar-Arena, Sinsheim            |
| 17:30       | Schelin 29' · Hammarström 82' | Relatório | Thomis 56' | Público: 25 475 Árbitro: USA Kari Seitz |

### Final
| 17 de julho | Japão                  | 2 – 2 (pro) | Estados Unidos            | Commerzbank-Arena, Frankfurt am Main           |
| 20:45       | Miyama 81' · Sawa 117' | Relatório   | Morgan 69' · Wambach 104' | Público: 48 817 Árbitro: GER Bibiana Steinhaus |

|                                   |       | Penalidades              |  |
| Miyama Nagasato Sakaguchi Kumagai | 3 – 1 | Boxx Lloyd Heath Wambach |  |

## Premiação
| Copa do Mundo de Futebol Feminino de 2011 |
| Japão                                     |
| ----------------------------------------- |
| Japão Campeã (1.º título)                 |

| Chuteira de Ouro | Bola de Ouro    | Luva de Ouro  | Jogadora Jovem    | Troféu FIFA Fair Play |
| ---------------- | --------------- | ------------- | ----------------- | --------------------- |
| JPN Homare Sawa  | JPN Homare Sawa | USA Hope Solo | AUS Caitlin Foord | Japão                 |

## Artilharia
5 gols (1)
- JPN Homare Sawa

4 gols (2)
- BRA Marta
- USA Abby Wambach

3 gols (1)
- SWE Lisa Dahlkvist

2 gols (16)
- AUS Kyah Simon
- BRA Cristiane
- BRA Rosana
- ENG Jill Scott
- EQG Genoveva Añonma
- FRA Élodie Thomis
- FRA Gaëtane Thiney
- FRA Marie-Laure Delie
- GER Célia Okoyino da Mbabi
- GER Inka Grings
- GER Kerstin Garefrekes
- JPN Aya Miyama
- JPN Nahomi Kawasumi
- SWE Lotta Schelin
- USA Alex Morgan
- USA Lauren Cheney

1 gol (37)
- AUS Ellyse Perry
- AUS Emily van Egmond
- AUS Leena Khamis
- AUS Lisa De Vanna
- BRA Érika
- CAN Christine Sinclair
- ENG Ellen White
- ENG Fara Williams
- ENG Jessica Clarke
- ENG Rachel Yankey
- FRA Camille Abily
- FRA Élise Bussaglia
- FRA Laura Georges
- FRA Sonia Bompastor
- GER Simone Laudehr
- JPN Karina Maruyama
- JPN Shinobu Ohno
- JPN Yūki Nagasato
- MEX Maribel Domínguez
- MEX Mónica Ocampo
- MEX Stephany Mayor
- NOR Elise Thorsnes
- NOR Emilie Haavi
- NGA Perpetua Nkwocha
- NZL Amber Hearn
- NZL Hannah Wilkinson
- NZL Rebecca Smith
- NZL Sarah Gregorius
- SWE Jessica Landström
- SWE Josefine Öqvist
- SWE Marie Hammarström
- SWE Nilla Fischer
- SWE Therese Sjögran
- USA Carli Lloyd
- USA Heather O'Reilly
- USA Megan Rapinoe
- USA Rachel Buehler

Gols-contra (1)
- BRA Daiane (para os  Estados Unidos)

## Classificação final
| Pos.                            | Seleção          | Pts | J | V | E | D | GP | GC | SG |
| ------------------------------- | ---------------- | --- | - | - | - | - | -- | -- | -- |
| Final                           |                  |     |   |   |   |   |    |    |    |
| 1                               | Japão            | 13  | 6 | 4 | 1 | 1 | 12 | 6  | +6 |
| 2                               | Estados Unidos   | 11  | 6 | 3 | 2 | 1 | 13 | 7  | +6 |
| Decisão do 3º e 4º lugares      |                  |     |   |   |   |   |    |    |    |
| 3                               | Suécia           | 15  | 6 | 5 | 0 | 1 | 10 | 6  | +4 |
| 4                               | França           | 7   | 6 | 2 | 1 | 3 | 10 | 10 | 0  |
| Eliminadas nas quartas de final |                  |     |   |   |   |   |    |    |    |
| 5                               | Brasil           | 10  | 4 | 3 | 1 | 0 | 9  | 2  | +7 |
| 6                               | Alemanha         | 9   | 4 | 3 | 0 | 1 | 7  | 4  | +3 |
| 7                               | Inglaterra       | 8   | 4 | 2 | 2 | 0 | 6  | 3  | +3 |
| 8                               | Austrália        | 6   | 4 | 2 | 0 | 2 | 6  | 7  | –1 |
| Eliminadas na fase de grupos    |                  |     |   |   |   |   |    |    |    |
| 9                               | Nigéria          | 3   | 3 | 1 | 0 | 2 | 1  | 2  | –1 |
| 10                              | Noruega          | 3   | 3 | 1 | 0 | 2 | 2  | 5  | –3 |
| 11                              | México           | 2   | 3 | 0 | 2 | 1 | 3  | 7  | –4 |
| 12                              | Nova Zelândia    | 1   | 3 | 0 | 1 | 2 | 4  | 6  | –2 |
| 13                              | Coreia do Norte  | 1   | 3 | 0 | 1 | 2 | 0  | 3  | –3 |
| 14                              | Colômbia         | 1   | 3 | 0 | 1 | 2 | 0  | 4  | –4 |
| 15                              | Guiné Equatorial | 0   | 3 | 0 | 0 | 3 | 2  | 7  | –5 |
| 16                              | Canadá           | 0   | 3 | 0 | 0 | 3 | 1  | 7  | –6 |